# چارلی بروکس (بازیکن فوتبال)
چارلی بروکس (انگلیسی: Charlie Brooks؛ ۱۲ ژانویه ۱۹۱۱ – اکتبر ۱۹۸۰ (۶۹ ساله)) بازیکن فوتبال بود.